# In My Head (씨엔블루의 노래)
《In My Head》는 그룹 씨엔블루(CNBLUE)의 첫 번째 메이저 싱글앨범으로, 2011년 10월 19일 일본에서 발매되었다.
2년여의 인디즈 생활을 마감하고, 메이저 데뷔를 알린 앨범이다. 첫 날 34,280장의 판매량을 기록하며, 오리콘 싱글 데일리 차트 3위를 기록하였다.
데뷔 첫 날 일본 신주쿠에서 게릴라 콘서트를 진행하였으나, 7000여명의 사람이 몰려들어서 안전상의 이유로 1곡의 라이브만 소화하였다. 메이저 음반 발매 기념으로 한 이벤트에 1만4000여명이 참가하여 인산인해를 이루었다. 또한, 오리콘 싱글 위클리 차트에 일주일 만에 7만 1200장을 팔아 치우며 성공적인 일본 메이저 데뷔를 했다.
데뷔 싱글 앨범은 2011년 11월 10일에 일본 레코드 협회에서 선정하는 골드 레코드가 되었다. 골드 레코드는 일본에서 10만 장 이상 판매된 음반에 부여되는 등급으로 일본 레코드 협회에서 인증하는 방식이다. 국내 가수로 일본에서 활동을 시작해, 데뷔 싱글로 10만장을 넘기는 일은 이례적인 일로서, 더욱이 이번 싱글의 수록곡은 모두 씨엔블루의 멤버들의 자작곡으로 이뤄져 더욱 뜻이 깊은 앨범이다.

## 수록곡
1. In My Head - 정용화 작곡
2. Mr.K.I.A(Know It All) - 정용화 작사 및 작곡
3. Rain of Blessing - 이종현 작곡
4. In My Head(Inst.) - 정용화 작곡